# Ege Carpets
 (octobre 2019).
Ege Carpets (danois: egetæpper) parfois seulement Ege, est une entreprise danoise qui appartient aux plus grands fabricants de moquettes d’Europe. La société emploie 510 personnes, dont 332 au Danemark. Le siège social est situé à Herning, au Danemark. La société est l’un des leaders européens en matière de conception et de production de moquettes de haute qualité.
Depuis 2002, la société est un fournisseur royal. Au cours de l'exercice 2017/2018, l'entreprise a réalisé un chiffre d'affaires de 1157 millions de DKK.
Outre ses usines au Danemark, la société possède des filiales au Danemark, en France, en Allemagne, en Norvège, en Suède, au Royaume-Uni, en Chine et aux Émirats arabes unis. Ces pays sont parmi les marchés les plus importants. En outre, la société compte des agences commerciales et des distributeurs dans 48 pays du monde.

## Historique
En 1938, Mads Eg Damgaard a fondé l’entreprise qui compte aujourd’hui parmi les principaux fabricants européens de moquettes. Il était un visionnaire et intransigeante, sa philosophie consistait à utiliser les techniques les plus récentes et les plus sophistiquées en matière de production de moquettes. Fidèle à l’esprit visionnaire de son fondateur, cette philosophie d’entreprise occupe aujourd’hui encore une place centrale chez ege.
En 1985, la société a été transformée en une société anonym.

## Durabilité
L'objectif de la société est de contribuer à un monde plus durable. Doté des techniques les plus avancées du secteur, il est en mesure de satisfaire aux exigences des normes internationales Cradle to Cradle et de la norme danoise DS 49001, basée sur la norme ISO 26000. C'est la vision d'un monde où la consommation de ressources exerce sur l'environnement un impact non seulement minimal, mais aussi positif. L'objectif est de fabriquer des produits exclusivement composés de matériaux qui peuvent être recyclés dans le cadre d'un système sain en circuit fermé sans nuire à l'homme ni à l'environnement. Les produits sont conçus pour entrer dans un circuit biologique ou technique fermé, de telle sorte qu'ils ne produisent pas de déchets. Le but est d'obtenir des produits neutres en CO2, d'utiliser uniquement des sources d'énergie renouvelables et de garantir que les eaux usées sont si pures qu'elles sont, en principe, potables.

## Segments de Marché
La société propose principalement des produits à usage commercial. Il fournit principalement:
- hôtel
- bureau
- unité d'affaires
- Culture & loisirs
- éducation
- transport
- domaine de la santé et des soins

Les produits du secteur privé (maisons et appartements) sont distribués au Danemark, en Norvège et en Suède. Parmi les clients figurent des sociétés de distribution et des détaillants indépendants.

## Produits
L’activité principale est la production et la distribution de revêtements de sol textile à usage commercial et privé.
Les emplacements suivants produisent:
- Ege, Herning
- Ege, Gram
- Bentzon Carpets in Røjle, Danemark
- Hammer Carpets in Herning, Danemark
- Carpet Concept, Allemagne
- Litspin, Lituanie